# EF Education–EasyPost
EF Education-EasyPost (cod UCI: EFE), este o echipă americană de ciclism profesionist. Înființată în 2003, concurează în circuitul mondial UCI din 2009. Cu sediul central în Boulder, Colorado, Statele Unite, echipa menține un centru de echipament și antrenament în Girona, Catalonia, Spania. În 2018, EF Education First, o companie internațională de educație - fondată în Suedia, dar cu sediul, și constituită, în Elveția - a cumpărat o participație majoritară în Slipstream Sports, compania de management sportiv din spatele echipei. Fondatorul și directorul general este americanul Jonathan Vaughters, iar directorul sportiv principal este britanicul Charly Wegelius.
Între 2008 și 2021, echipa a câștigat 36 de etape de Mare Tur și 37 de campionate naționale de curse pe șosea și contratimp.
EF Education-Nippo este cunoscută pentru poziția sa antidoping. Echipa analizează nivelul de sânge înainte de a semna cu cicliștii și menține un sistem de testare internă. Înainte de 2015, niciun ciclist nu a fost testat pozitiv în timpul sau după ce a fost la echipă. Americanul Tom Danielson a fost testat pozitiv pentru testosteron sintetic în august 2015. În octombrie 2016, el a acceptat o suspendare de patru ani pentru consum neintenționat de dehidroepiandrosteron. Cicliștii care au concurat cu substanțe interzise la sfârșitul anilor 1990 și începutul anilor 2000 sunt eligibili să concureze după ce au mărturisit și și-au ispășit suspendarea dictată.